# پادشاه هیجونگ
پادشاه هیجونگ (زاده ۱۱۸۱) (حکومت ۱۲۰۴ - ۱۲۱۱) بیست و یکمین پادشاه گوریو بود. او پسر پادشاه شینجونگ بود. او از سال ۱۲۰۴ تا سال ۱۲۱۱ به عنوان پادشاه گوریو حکومت کرد.